# Bystrowiella
Bystrowiella is een geslacht van uitgestorven bystrowianide Reptiliomorpha uit de afzettingen van het bovenste Midden-Trias (Ladinien) van Kupferzell en Vellberg, het noorden van Baden-Württemberg in Duitsland. 
Het werd benoemd in 2008 door Florian Witzmann, Rainer R. Schoch en Michael W. Maisch op basis van een volledige osteoderm die is gefuseerd met de punt van een wervelboog (het holotype SMNS 91034), gedeeltelijke osteoderm (SMNS 91036, 91037) en wervels (SMNS 81698, 81871-81874, 81876, 81877, 81879). De typesoort is Bystrowiella schumanni. Het geslacht is benoemd ter ere van Dr. Alexey Bystrow, een Russische paleontoloog en de soortaanduiding ter ere van de familie Schumann. 
De naaste verwant van Bystrowiella was Synesuchus.